# Alfred Kollmar
Alfred Kollmar (* 15. Februar 1886 in Besigheim; † 18. März 1937 in Worpswede) war ein deutscher Maler.
1919 ließ sich Kollmar in Worpswede bei Bremen nieder. Dort haben sich die meisten seiner Werke, in Privatbesitz verstreut, erhalten.
Kollmar gehörte „zum Kern einer kleinen Gruppe Worpsweder Expressionisten mit einer stilistisch eigenwilligen und geheimnisvollen Malerei, die sich aus seiner inneren Befindlichkeit, aus Ängsten und Visionen speiste und dafür die Sprache des Expressionismus als Ausdrucksmittel fand.“  Während der NS-Zeit wurde seine Arbeit verschwiegen. Aus den Gemeinschaftsausstellungen in Worpswede wurde er verbannt. 1937 setzte er seinem Leben ein Ende.
Er wurde in der Grabstätte der Familie Kollmar auf dem Alten Friedhof in Besigheim beigesetzt.

## Werke (Auswahl)
- Schauspieler. 1921
- Blumenstilleben. „Oil on Cardboard“

### Werke ohne weitere Angaben
- Frauenbildnis
- Stilleben mit Obst und Flasche
- Worpsweder Mühle
- Ansicht von Besigheim

## Ausstellungen (Auswahl)
- 2017: Worpsweder Kunsthalle, 17. März bis 15. April 2007
- 2017: Städtische Galerie Bietigheim-Bissingen, 28. April bis 8. Juli 2007[3]
- 2017: Landesmuseum Oldenburg, 23. August bis 14. Oktober 2007